# Sianno
Pour l’article homonyme, voir Sianno (Pologne).

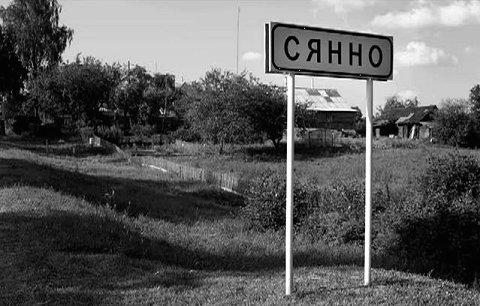

Sianno (en biélorusse : Сянно) ou Senno (en russe : Сенно ; en polonais : Sienno) est une ville de la voblast de Vitebsk, en Biélorussie, et le centre administratif du raïon de Sianno. Sa population s'élevait à 7 238 habitants en 2017.

## Géographie
Sianno est située au bord du lac de Sianno, à 53 km au sud-ouest de Vitebsk et à 171 km au nord-est de Minsk.

## Histoire
La première mention de Sianno remonte à 1442. Elle faisait alors partie de la voïvodie de Polotsk du grand-duché de Lituanie. Elle fut incendiée par une armée de la principauté de Moscou en 1534. En 1772, Sianno fut incorporée à l'Empire russe. Elle obtint le statut de ville en 1777 et fit partie du gouvernement de Moguilev. Elle reçut ses armoiries le 16 octobre 1781.
Sianno devint le centre administratif du raïon de Sianno le 17 juillet 1924. Les environs de Sianno sont le théâtre d'une des plus importantes batailles de chars du début de la Seconde Guerre mondiale. En effet, lors de la contre-attaque de Lepel (ru), plus de 1 500 chars s'affrontent. Pendant la Seconde Guerre mondiale, Sianno est occupée par l'Allemagne nazie de juillet 1941 au 25 juin 1944. La communauté juive de la ville, qui représentait environ 25 % de la population totale, est assassinée dans le cadre de la Shoah par balles. En 1941, environ 800 Juifs sont massacrés dans des exécutions de masse aux abords de la ville.
Ses nouvelles armoiries furent adoptées en 2006.

## Population
Recensements (*) ou estimations de la population :
| 1847  | 1867  | 1880  | 1898* | 1907  | 1926* |
| ----- | ----- | ----- | ----- | ----- | ----- |
| 1 730 | 2 418 | 2 996 | 5 712 | 4 245 | 5 509 |

| 1939* | 1959* | 1970* | 1979* | 1989* | 1999* |
| ----- | ----- | ----- | ----- | ----- | ----- |
| 4 300 | 5 368 | 5 239 | 6 031 | 8 991 | 9 000 |

| 2009* | 2013  | 2014  | 2015  | 2016  | 2017  |
| ----- | ----- | ----- | ----- | ----- | ----- |
| 8 007 | 7 601 | 7 571 | 7 498 | 7 385 | 7 238 |

## Culture
Sianno abrite un musée d'histoire régionale. Créé en 1995, il comporte quatre salles : une dédiée à l'ethnographie et la vie quotidienne à Sianno, une autre aux habitants célèbres de Sianno (dont une exposition de peintures de Vladimir Gomonov et de sculptures de Zaïr Azgour), une troisième à la Seconde Guerre mondiale et une dernière salle accueillant des expositions temporaires. 

## Patrimoine
Au nombre des monuments notables de la ville, on compte l'église Saint-Nicolas, la chapelle catholique de la Trinité, le cimetière juif et les tombes communes des soldats soviétiques.

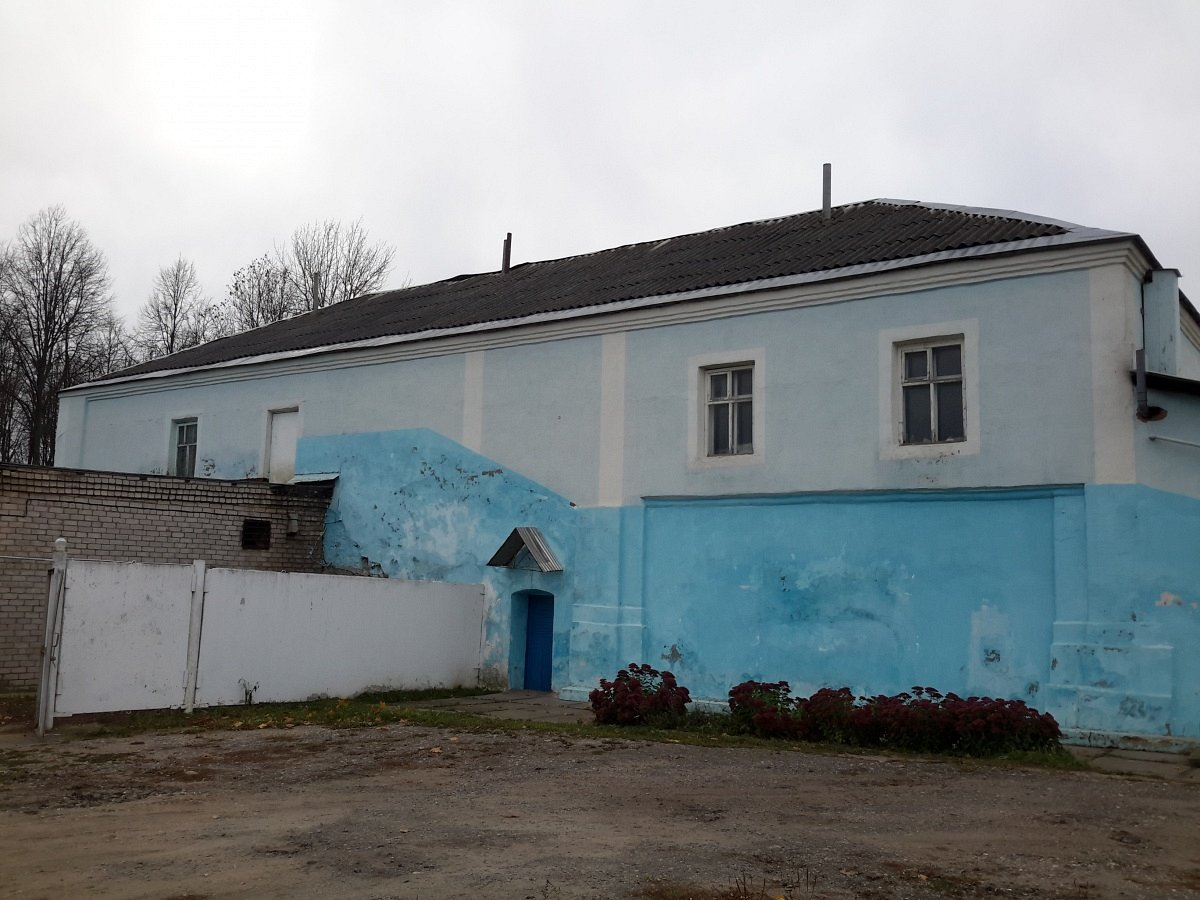
Monastère franciscain
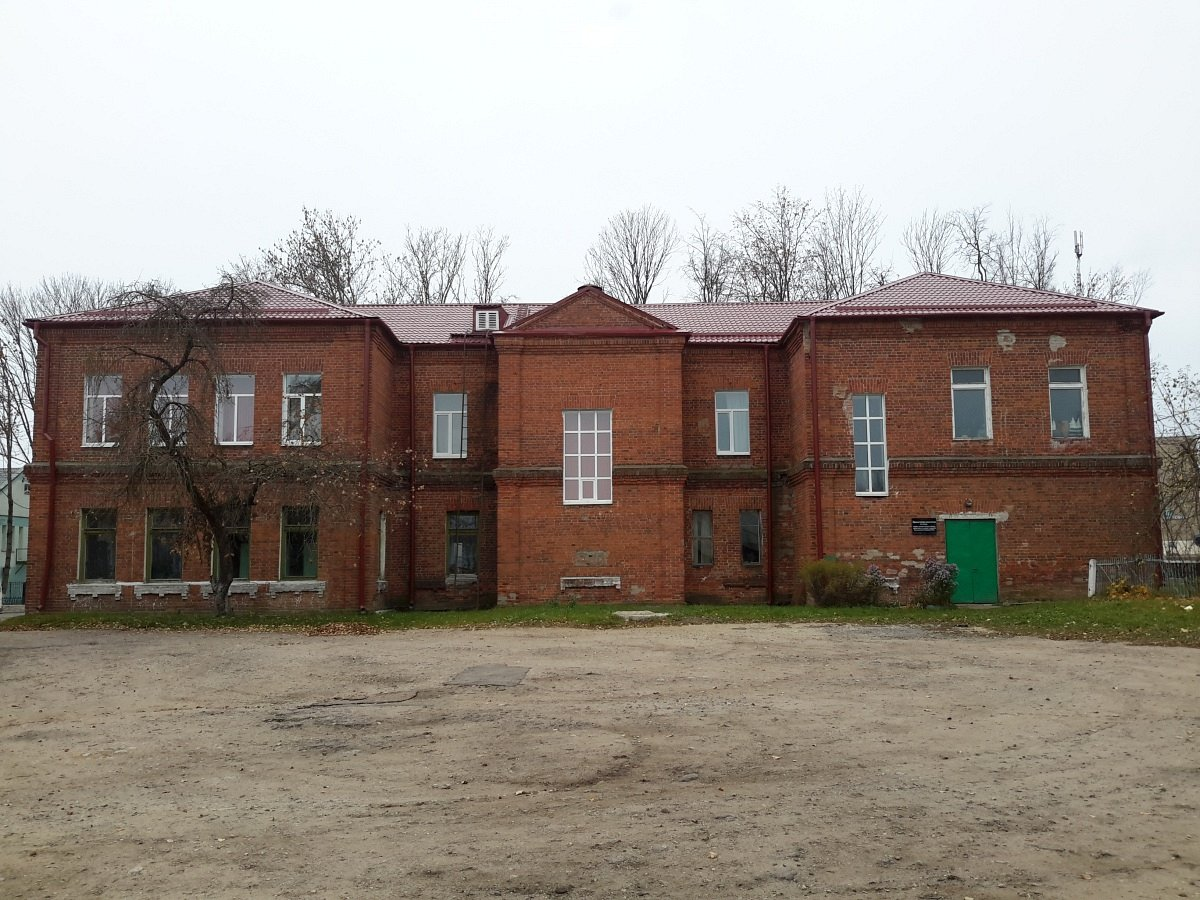
Musée d'histoire régionale
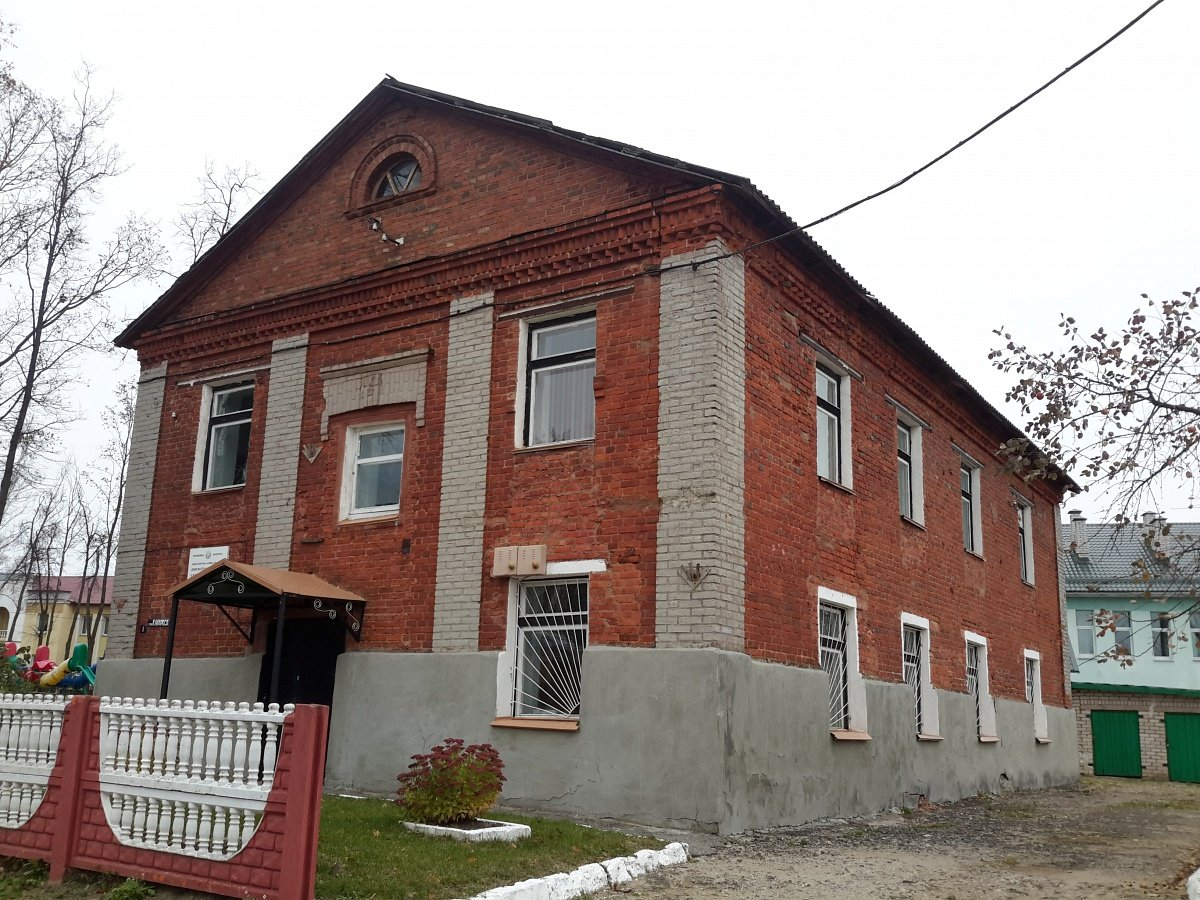
Caserne des pompiers
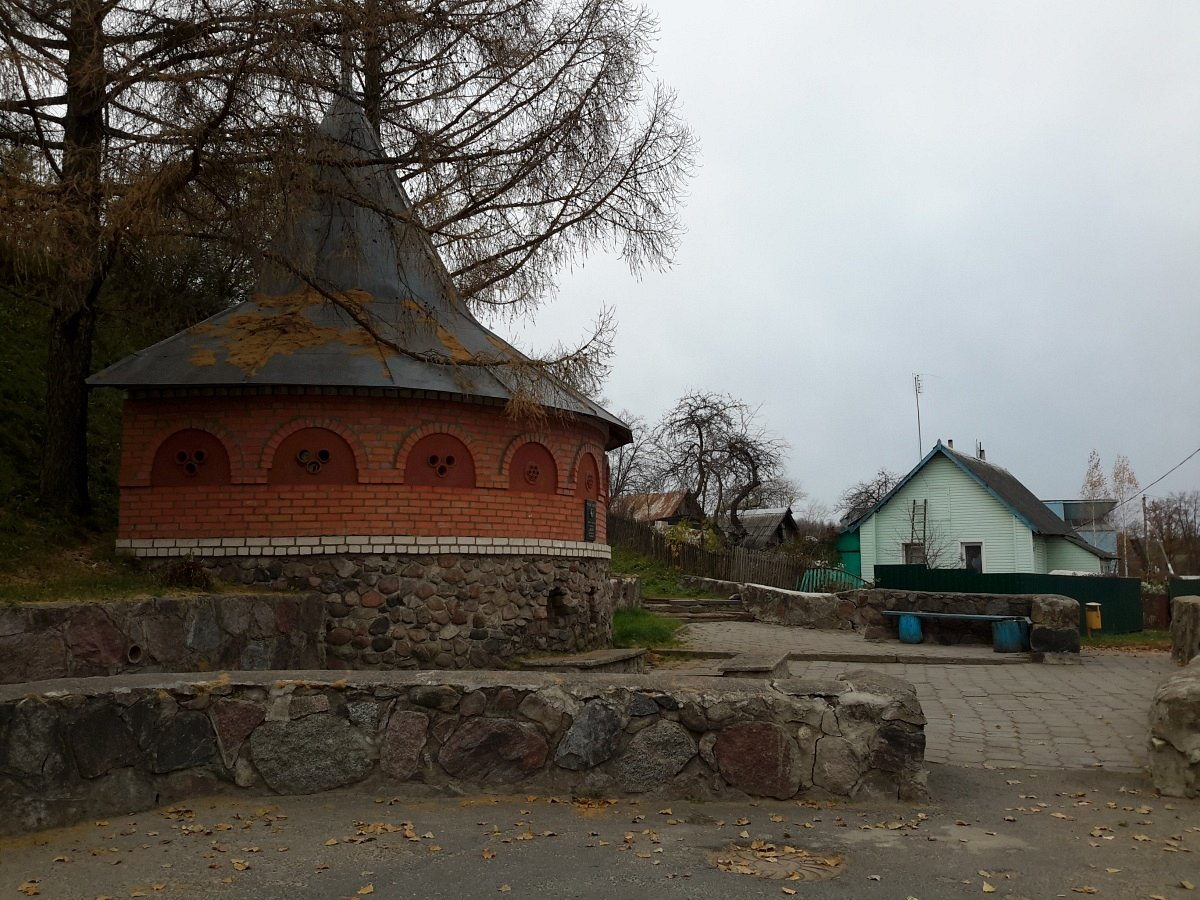
Chapelle
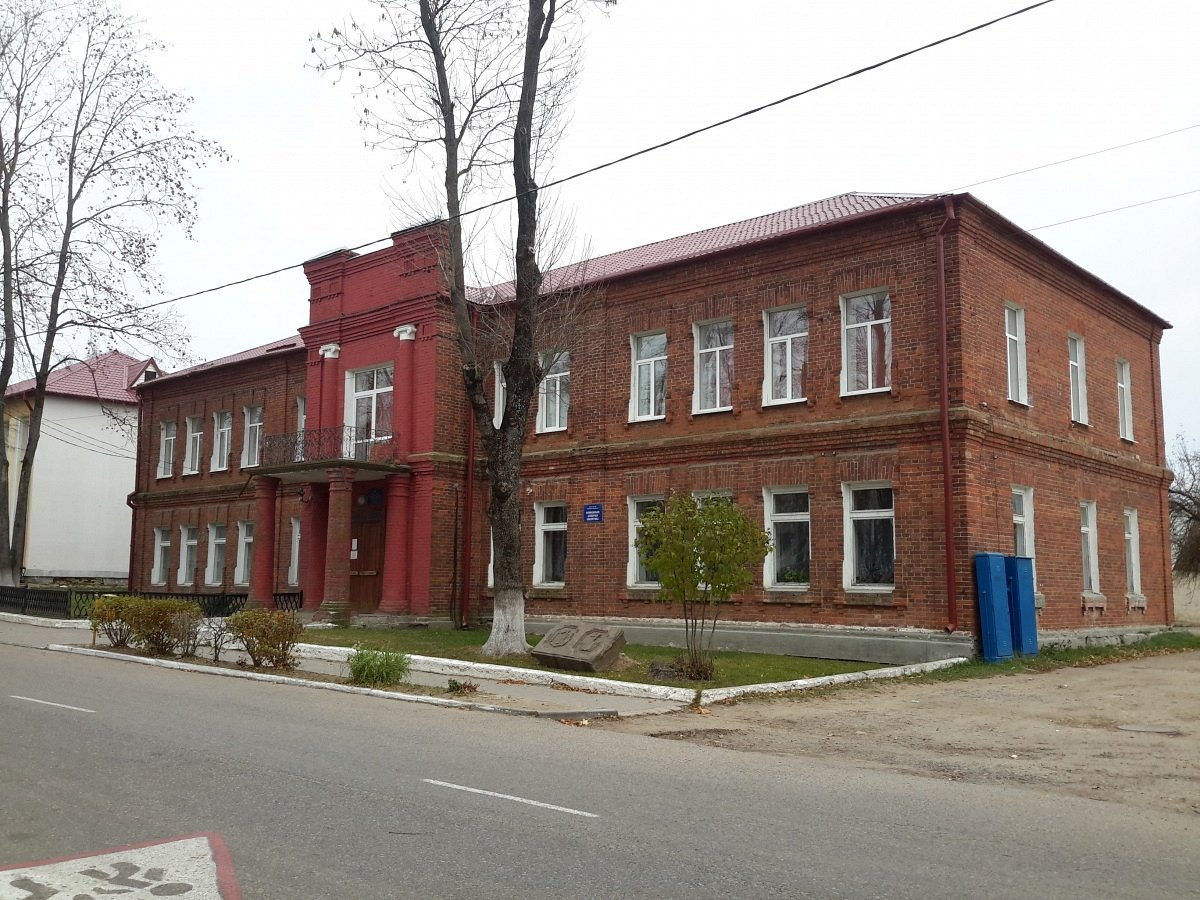
Musée d'histoire régionale
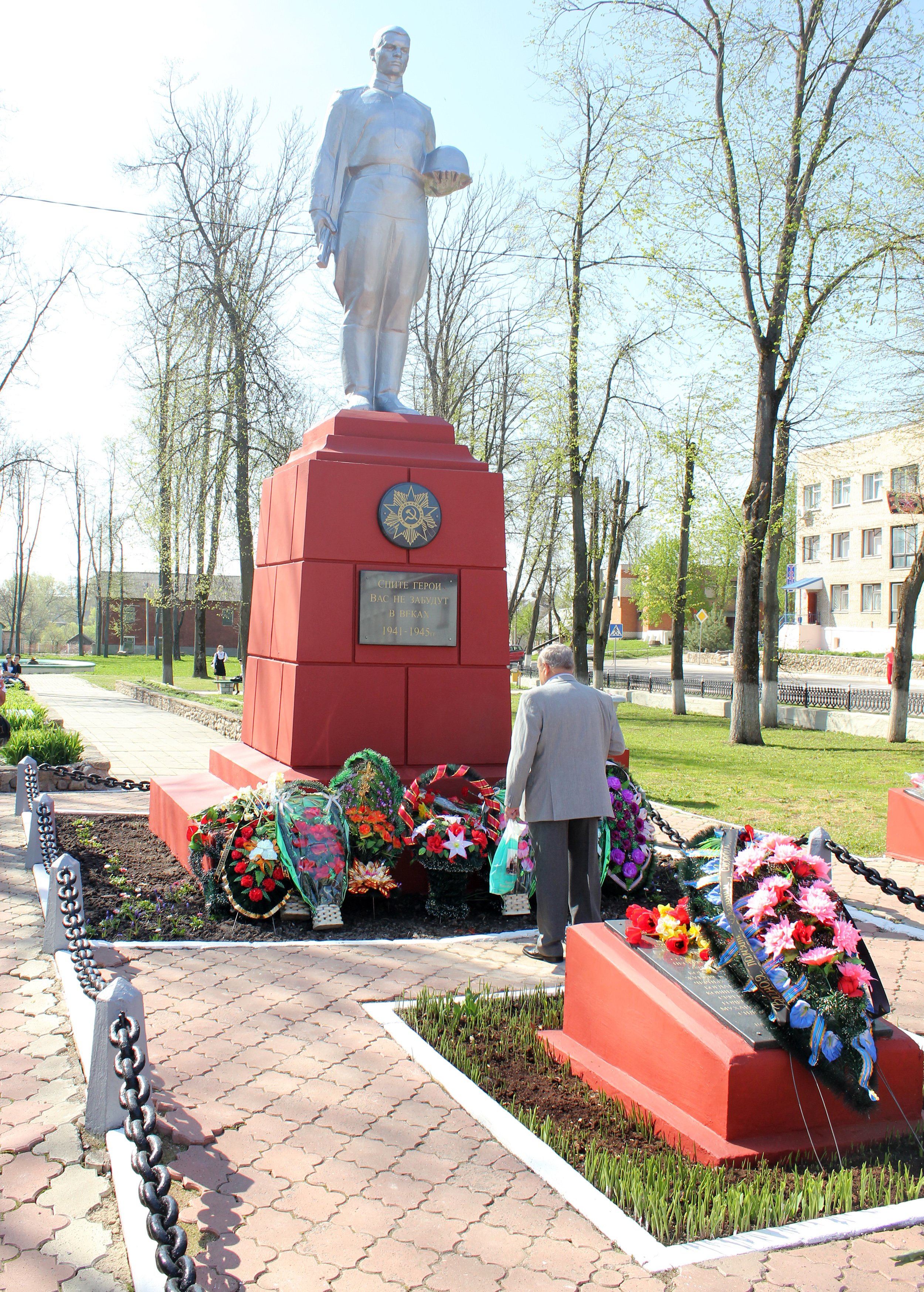
Sculpture en hommage aux soldats soviétiques tombés lors de la Seconde Guerre mondiale

## Personnalités liées à la ville
- Petr Ivashko (1973-), biathlète biélorusse.
- Iryna Kryuko (1991-), biathlète biélorusse.